# Крістобаль Паррало Агілера
Крістобаль Паррало Агілера (ісп. Cristóbal Parralo Aguilera, нар. 21 серпня 1967, Кордова) — іспанський футболіст, що грав на позиції правого захисника, зокрема за «Барселону», «Реал Ов'єдо», «Еспаньйол», а також національну збірну Іспанії.
По завершенні ігрової кар'єри — тренер. 

## Клубна кар'єра
Народився 21 серпня 1967 року в місті Кордова. Вихованець юнацьких команд футбольних клубів «Дамм» та «Барселона».
1986 року почав залучатися до лав команди «Барселона Б», а за рік дебютував за головну команду «Барселони». Здобувши у складі «синьо-гранатових» 1988 року Кубок Іспанії, протягом сезону на правах оренди грав за «Реал Ов'єдо», після чого два роки захищав кольори «Логроньєса».
1991 року повернувся до «Барселони», де був резервним захисником по ходу переможного для каталонців сезону 1991/92. Того ж року команда здобула Кубок чемпіонів УЄФА і Суперкубок Іспанії.
Протягом 1992–1995 років знову виступав за «Реал Ов'єдо», провівши у складі команди понад 100 матчів в Ла-Лізі. 1995 року повернувся до Каталонії, приєднавшись до «Еспаньйола». Був стабільним гравцем основного складу цієї команди і провів за неї за шість сезоні 214 ігор у найвищому іспанському дивізіоні.
Завершував ігрову кар'єру у Франції виступами за «Парі Сен-Жермен» протягом 2001—2003 років.

## Виступи за збірні
1985 року дебютував у складі юнацької збірної Іспанії (U-18), загалом на юнацькому рівні взяв участь у 5 іграх.
Протягом 1985–1990 років залучався до складу молодіжної збірної Іспанії. На молодіжному рівні зіграв у 8 офіційних матчах.
1991 року дебютував в офіційних матчах у складі національної збірної Іспанії. Протягом наступних трьох років провів у її формі 6 матчів, забивши 1 гол.

## Кар'єра тренера
Завершивши виступи на полі, пов'язував подальше життя з футболом. Був директором з футболу в системі «Еспаньйола», а 2008 року входив до очолюваного Кіке Санчесом Флоресом тренерського штабу португальської «Бенфіки». Того ж року тренував команду «Пенья Депортіва», а наступного року працював деякий час із «Жироною».
Згодом протягом 2012–2016 років тренував команду «Дамм», після чого очолив другу команду «Депортіво». У жовтні 2017 року змінив Пепе Меля на посаді очільника тренерського штабу головної команди клубу з Ла-Коруньї. Під його керівництвом команда не зуміла погращити результати, і врешті-решт вже на початку лютого 2018 року Крістобаля було звільнено. Звільненню передували три поразки поспіль, в яких «Депортіво» пропустив 14 голів.
Сезон 2018/19 відпрацював у друголіговому «Алькорконі».
У листопаді 2019 року був призначений головним тренером іншого представника Сегунди, «Расінга» (Сантандер). На чолі цієї команди провів 12 матчів, в яких було здобуто лише одну перемогу, після чого 4 лютого 2020 року тренерський контракт було розірвано за згодою сторін.

## Титули і досягнення
- Чемпіон Іспанії (1):

«Барселона»: 1991-1992
- Володар Кубка Іспанії (2):

«Барселона»: 1987-1988
«Еспаньйол»: 1999-2000
- Володар Суперкубка Іспанії з футболу (1):

«Барселона»: 1991
- Володар Кубка чемпіонів УЄФА (1):

«Барселона»: 1991-1992